# 斉藤牧場
斉藤牧場（さいとうぼくじょう）は、北海道旭川市神居町にある山地牧場。

## 概要
牧場主の斉藤晶（さいとう あきら、1928年-2024年）が実践していた独特の飼育方法「蹄耕法」が農業関係者から注目され、日本内外の研究者が数多く訪れる牧場となっている。敷地面積は第一、第二牧場併せて200ヘクタールあり、山の斜面に岩や切り株がそのまま残っていて、独特の風景が展開されている。立ち入りは自由で、市民に広く開放されている。2025年現在、旭川市のふるさと納税返礼品対象となっている。
岩手県の中洞牧場の協力により、2004年に小さな牛乳加工プラントが出来た。
牧場で生産された牛乳はそのプラントで加工され旭川市旭山動物園などで販売されており、牛乳を使った杏仁豆腐やロールケーキといった製品も販売されている。
2012年2月には、NHK「ニッポンの里山」に「命あふれる草と森の牧場」として取り上げられた。
斉藤はモーニングに連載された菅原雅雪作『牛のおっぱい』の登場人物のモデルとなったが2024年に逝去。牧場は晶の三男、拓美が継いでいる。
元従業員と思われる人物により、noteにて（下記「外部リンク」欄参照）、従業員に賃金を払わない等の労働基準法違反を指摘されているが、旭川市は現在もふるさと納税返礼品対象からは外していないとの事。

## 歴史
- 1947年 入植
- 1965年 ニュージーランドのロックハート博士が高く評価。
- 1974年 北海道産業貢献賞　受賞
- 1976年 農林大臣表彰
- 1999年 化学物質過敏症（シックハウス症候群）患者の滞在実験施設が建設される
- 1999年 山崎記念農業賞　受賞
- 2011年 斉藤晶が第45回吉川英治文化賞を受賞
- 2012年 NHK「ニッポンの里山」にて特集される
- 2024年 斉藤晶逝去

## 所在地
- 北海道旭川市神居町共栄488

旭川駅から自家用車で25分。